# لانگلی آئرودروم
لانگلی آئرودروم (به انگلیسی: Langley_Aerodrome) یک هواگرد ملخ‌پیشین تک‌موتوره از نوع هواگرد آزمایشی، pioneer هواگرد ثابت‌بال ساخت شرکت است.
طراح این هواگرد، ساموئل پیرپونت لانگلی بود.